# Michael Holm
Michael Holm es el nombre artístico de Lothar Walter (n. 29 de julio de 1943 en Stettin, Polonia), un cantante, compositor y productor musical alemán.

## Carrera
Ante todo, se le conoce como cantante de Schlager. Ya a principios de los años 60 se dio a conocer: en 1961 con una versión de Das Lied von der Liebe (La canción del amor), Denke nicht daran, oh Cowboy (No pienses en eso, cowboy) y Bald wirst du wieder glücklich sein (Pronto volverás a ser feliz). Su primer registro en la lista alemana de superventas lo alcanzó en 1962 con Lauter schöne Worte, pero su primer gran éxito llegó a principios de 1969: Mendocino, una adaptación a la lengua alemana de un título de Sir Douglas Quintet; fue en este año el 45 rpm más vendido en Alemania. A continuación llegaron otros grandes éxitos: Barfuß im Regen (1970), Wie der Sonnenschein (1970), Nachts scheint die Sonne (1971), My Lady of Spain (1973), Tränen lügen nicht (1974) y Musst Du jetzt grade gehen, Lucille (1977).
Una colaboración artística durante muchos años y una amistad personal son sus vínculos con el músico y productor Giorgio Moroder, al que incluso dedicó una canción: Giorgio und ich. Con el nombre de Spinach publicaron algunos 45 rpm y el LP Spinach 1. En 1970 compuso la banda sonora de la película Mark of the Devil (en alemán: „Hexen bis aufs Blut gequält“ – Brujas atormentadas hasta la muerte). Su fular de seda marcó estilo a principios de los años 70.
En 1973 participó Michael Holm con dos títulos para la preselección al Festival de la Canción de Eurovisión: Das Beste an dir (escrita por él mismo) alcanzó el noveno puesto; Glaub' daran en duodécima y última posición. En 1975 escribió la letra de Ein Lied kann eine Brücke sein, con la que Joy Fleming participó en el certamen. Incluso escribió los versos de Don't Say Goodbye para Zarah con la que participó en la preselección de la edición 2002. 
En el año 2004 salió al mercado Liebt Euch!, el primer álbum del cantante Michael Holm desde 1982. Y es que Holm nunca había dado la espalda al ramo de la música. Al final de los 1970, junto con Kristian Schultze fundó el Proyecto Cusco, para el que ya en 2004 por tercera vez fue nominado al Grammy. 
Asimismo, su acción era cada vez más detrás del escenario, y hasta hoy se concentra esencialmente en escribir los textos, componer, producir y editar obras de otros artistas. Produjo en 1998 el álbum de Guildo-Horn Danke y así fue uno de los protagonistas más importantes del revival de la canción de Schlager al final de los años 1990.
En 2007 salió su álbum Mal die Welt, del que se extrajeron varios singles de promoción, a destacar: Mir fehlt dieses Wort, Ich freu mich, Herz aus Gold oder Wozu. También Michael Holm se dejó ver en TV.
Albums

1970: Auf der Straße nach Mendocino
1970: Mendocino 
1970: Mademoiselle Ninette   
1971: Michael Holm   
1972: Meine Songs   
1973: Stories   
1975: Wenn ein Mann ein Mädchen liebt   
1976: Zwei Gesichter   
1977: Poet der Straße   
1978: Labyrinth   
1979: El Lute   
1980: Halt mich fest   
1981: Im Jahr der Liebe   
2004: Liebt Euch!   
2007: Mal die Welt   
2010: Holm 2011
Singles
Lauter schöne Worte (Nada más que bonitas palabras)
Alemania: 46 - 1962 - 4 Semanas
Alle Wünsche kann man nicht erfüllen (No se pueden cumplir todos los deseos)
Alemania: 16 - 1965 - 11 Semanas
Mendocino
Alemania: 3 - 1969 - 37 Semanas
Barfuß im Regen (Descalzo bajo la lluvia)
Alemania: 6 - 1970 - 20 Semanas
Wie der Sonnenschein (Shalala oh oh) – Como la luz del sol
Alemania: 9 - 1970 - 23 Semanas
Ein verrückter Tag (Un día loco)
Alemania: 6 - 1971 - 17 Semanas
Nachts scheint die Sonne (Son of My Father) – El sol luce de noche (Hijo de mi padre)
Alemania: 29 - 1971 - 5 Semanas
Du weinst um mich (Lloras por mí)
Alemania: 17 - 1972 - 17 Semanas
Es ist schön, bei dir zu sein (Es hermoso estar a tu lado)
Alemania: 22 - 1972 - 14 Semanas
Oh oh July
Alemania: 27 - 1972 - 8 Semanas
Gimme Gimme Your Love (Dame, dame tu amor)
Alemania: 36 - 1973 - 3 Semanas
My Lady of Spain
Alemania: 11 - 1973 - 20 Semanas
Baby, du bist nicht alleine (Querida, no estás sola)
Alemania: 19 - 1973 - 18 Semanas
Nur ein Kuss, Maddalena (Sólo un beso, Magdalena)
Alemania: 17 - 1974 - 20 Semanas
Tränen lügen nicht (Las lágrimas no mienten)
Alemania: 1 - 1974 - 29 Semanas
Austria: 2 - 1974 - 20 Semanas
Suiza: 4 - 1974 - 7 Semanas
El Matador
Alemania: 28 - 1975 - 12 Semanas
Wart' auf mich (Du, wenn ich dich verlier') – Espérame (cuando yo te pierda)
Alemania: 4 - 1975 - 22 Semanas
Suiza: 7 - 1975 - 6 Semanas
Lady Love
Alemania: 39 - 1976 - 6 Semanas
Lass dein Herz doch frei (Pero deja tu corazón libre)
Alemania: 41 - 1976 - 1 Semanas
Wenn dein Herz spricht (Cuando habla tu corazón)
Alemania: 44 - 1976 - 2 Semanas
Desperado
Alemania: 40 - 1977 - 3 Semanas
Musst du jetzt grade gehen, Lucille? (¿Tienes que irte ahora, Lucille?)
Alemania: 4 - 1977 - 29 Semanas
Austria: 12 - 1977 - 4 Semanas
Suiza: 8 - 1977 - 7 Semanas
Allein mit dir (A solas contigo)
Alemania: 30 - 1978 - 9 Semanas
El Lute
Alemania: 11 - 1979 - 21 Semanas
Kind (Anak)
Alemania: 65 - 1980 - 2 Semanas
Leb wohl (Vive)
Alemania: 15 - 1980 - 15 Semanas
So weit die Füße tragen (Hasta donde podamos andar)
Alemania: 52 - 1981 - 7 Semanas
Maddalena 2001 (con Olaf Henning)
Alemania: 55 - 2001 - 5 Semanas